# Ludovico Fieschi
Ludovico Fieschi (zm. 3 kwietnia 1423) – włoski kardynał okresu wielkiej schizmy zachodniej.

## Życiorys
Pochodził z Genui, z rodziny hrabiów Lavagna, z której wywodził się XIII-wieczny papież Hadrian V oraz kilku innych kardynałów. 29 marca 1382 został wybrany biskupem Vercelli, nigdy jednak nie otrzymał sakry biskupiej. „Rzymski” papież Urban VI na konsystorzu 17 grudnia 1384 mianował go kardynałem diakonem kościoła San Adriano. W lipcu 1385 uwolnił Urbana VI z oblężenia w Nocera. W 1388 został wikariuszem generalnym terytoriów papieskich. Uczestniczył w konklawe 1389. Służył jako legat papieża Bonifacego IX w Genui i Kampanii. Około 1403/04 zaczął jednak dystansować się od tego papieża, co miało związek ze zmianą kierunku politycznego jego ojczyzny, Genui. Nie uczestniczył w konklawe 1404 i nie uznał wyboru Innocentego VII. W październiku 1404 oficjalnie przystąpił do obediencji „awiniońskiego” antypapieża Benedykta XIII. Antypapież przyjął go w Awinionie 11 maja 1405 i potwierdził na zajmowanych stanowiskach. Administrator diecezji Carpentras od 31 października 1406. Nie uczestniczył w Soborze Pizańskim (1409), uznał jednak wybranego na nim antypapieża Aleksandra V, opuszczając w ten sposób obediencję "awiniońską". Aleksander V mianował go swoim wikariuszem w Forli. Służył jako legat antypapieża Jana XXIII w Bolonii i Ferrarze. Administrator diecezji suburbikarnej Sabina od czerwca do września 1412. Uczestniczył w Soborze w Konstancji i kończącym schizmę soborowym konklawe 1417. Legat papieża Marcina V na Sycylii 1420-1421. Zmarł w Rzymie, ale jego szczątki spoczęły w genueńskiej katedrze.